# 量子显微镜
量子显微镜是可以测量物质和量子粒子的微观属性並能讓其成像的顯微鏡。這些顯微鏡都運用到了量子原理。第一个量子显微镜是扫描隧道显微镜，它为光离子化显微镜和量子纠缠显微镜的发展铺平了道路。